# Technical Itch
Mark Caro é o nome verdadeiro de Technical Itch ou ainda Tech Itch, um dos maiores produtores de Drum & Bass britânico. Conhecido por suas produções intensas e obscuras. Fundador das gravadoras Technical Itch Recordings e Penetration Records. Usa ainda os pseudônimos: The Dude, Ent.T., Plasmic Life, Psychokenisis, Secret Methods, T.I.C.